# Бубликов, Тимофей Семёнович
Тимофей Семёнович Бубликов (настоящая фамилия Бубличенко; ок. 1748 — ок. 1815) — российский актёр-танцовщик, балетный педагог

 и балетмейстер

 XVIII века.

## Биография
Тимофей Бубликов родился около 1748 года в Малороссии. Стал одним из первых русских танцовщиков.
Хореографическому искусству он обучался в придворной танцевальной школе у Жана-Батиста Ланде и настолько в нём преуспел, что не уступал лучшему танцовщику тогдашней итальянской труппы, французу Т. Лебрену.
На придворной службе Тимофей Бубликов состоял с 1764 года, где ему было назначено жалованье 300 рублей в год.
В октябре 1764 года, по Высочайшему указу придворной конторе, он был отпущен «для лучшего танцованию обучения» за границу, и для того «его съезду выдано 150 руб.; а в бытность его в тех чужих краях и для обратного съезда производить ему, к произвождаемому ныне жалованью, к 300 руб., по 200 руб. в год».
1 января 1785 года Т. С. Бубликов, «за ненадобностью», был уволен от службы, с аттестатом и с назначением ему от Императорского кабинета, из театральной суммы, 1500 рублей пенсии.
С 1777 года Тимофей Семёнович Бубликов преподавал в танцевальной школе российской столицы, где ранее учился сам (ныне Академия русского балета имени А. Я. Вагановой).
С 1795 по 1799 Бубликов работал в крепостном театре графа Николая Петровича Шереметева в качестве педагога и балетмейстера.
Тимофей Семёнович Бубликов умер около 1815 года.